# Parasinophasma hainanense
Parasinophasma hainanense är en insektsart som beskrevs av Chen, S.C. och Yun He He 2008. Parasinophasma hainanense ingår i släktet Parasinophasma och familjen Diapheromeridae. Inga underarter finns listade i Catalogue of Life.